# Bowler Motorsport
La Bowler Motorsport è una casa automobilistica britannica di proprietà del gruppo Jaguar Land Rover specializzata nella produzione di fuoristrada da corsa basati su modelli Land Rover e Range Rover. L'azienda ha sede a Belper, in Regno Unito.

## Storia
Fondata nel 1985 da Drew Bowler, l'azienda forniva originariamente elaborazioni per vari modelli della Land Rover Defender. Successivamente è stato presentato il primo modello della casa, la Bowler Tomcat. La Tomcat era un fuoristrada basato sulla Land Rover Defender prodotto in varie versioni e oltre 700 esemplari fino al 2001.
Nel 1998 è stata presentata la Bowler Wildcat. Questa nuova vettura era un'evoluzione del precedente modello ed era anch'essa basata sulla Land Rover Defender. La carrozzeria era in vetroresina ed era disponibile in con diverse motorizzazioni un V8 da 4, 4,6 o 5 litri o un turbodiesel da 2,2 o 2,5 litri. A scelta del cliente poteva inoltre essere equipaggiata con un dispositivo di sollevamento tramite le sospensioni per agevolare il cambio delle ruote.
Nel dicembre 2007 è terminata la produzione della Wildcat per iniziare la progettazione di un nuovo modello. Nel 2009 è stata presentata la Bowler Nemesis, un nuovo fuoristrada basato, a differenza dei suoi antenati, sulla Range Rover Sport. La Nemesis era dotata di un telaio tubolare in acciaio, sospensioni indipendenti e regolabili e carrozzeria in fibra di carbonio. Era disponibile in varie motorizzazioni: un V8 da 4 litri, un V8 da 4,4 litri, un V8 da 4,2 litri sovralimentato, un V8 da 5 litri sovralimentato e un V6 diesel da 3 litri turbocompresso. È stata prodotta anche una versione stradale della vettura, denominata Bowler EXR-S.
Nel 2016 è stata presentata la Bowler Bulldog, che torna a essere basata sulla Land Rover Defender. Dotata di un telaio in alluminio e sospensioni indipendenti e regolabili, rispetto alle sue antenate la Bulldog era orientata prevalentemente all'uso stradale. È disponibile con due motori, un V8 da 5 litri sovralimentato e un V6 diesel da 3 litri turbocompresso.
Il 15 novembre 2016 il sito dell'azienda è stato oscurato ed è stato sostituito da una pagina che annunciava la scomparsa del fondatore dell'azienda, Drew Bowler, il giorno precedente. Un piccolo annuncio affermava che la sua morte "È stata un duro colpo per l'azienda" ma che avrebbe "Continuato i suoi ideali".
Il 19 dicembre 2019 l'azienda è stata acquistata dalla Special Vehicle Operations, la divisione sportiva del gruppo Jaguar Land Rover, entrando così a far parte del gruppo britannico. Contestualmente è stata annunciata l'intenzione di mantenere la sede dell'azienda a Belper.
Il 4 novembre 2020 è stata presentata la Bowler CSP 575, un modello in edizione limitata basato sulla Land Rover Defender 110. Equipaggiata con il motore Jaguar AJ-V8 originariamente montato sulla Range Rover Sport SVR, la CSP 575 è progettata per un uso più stradale rispetto alla Bowler Bulldog.
Il 28 luglio 2021 l'azienda ha presentato la Bowler Defender Challenge, un campionato di rally monomarca basato sulla nuova generazione della Land Rover Defender, preparata dalla stessa Bowler. La casa di Belper si occupa della completa gestione del campionato, organizzando le gare, occupandosi delle iscrizioni e preparando le autovetture.

## Modelli prodotti
- Bowler Tomcat
- Bowler Wildcat
- Bowler Nemesis
- Bowler Bulldog
- Bowler CSP 575

## Galleria d'immagini

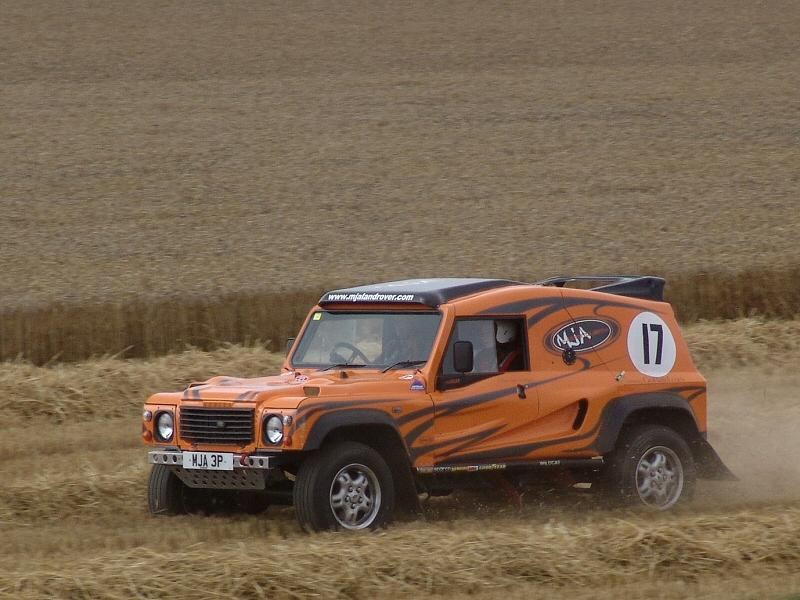
Bowler Wildcat
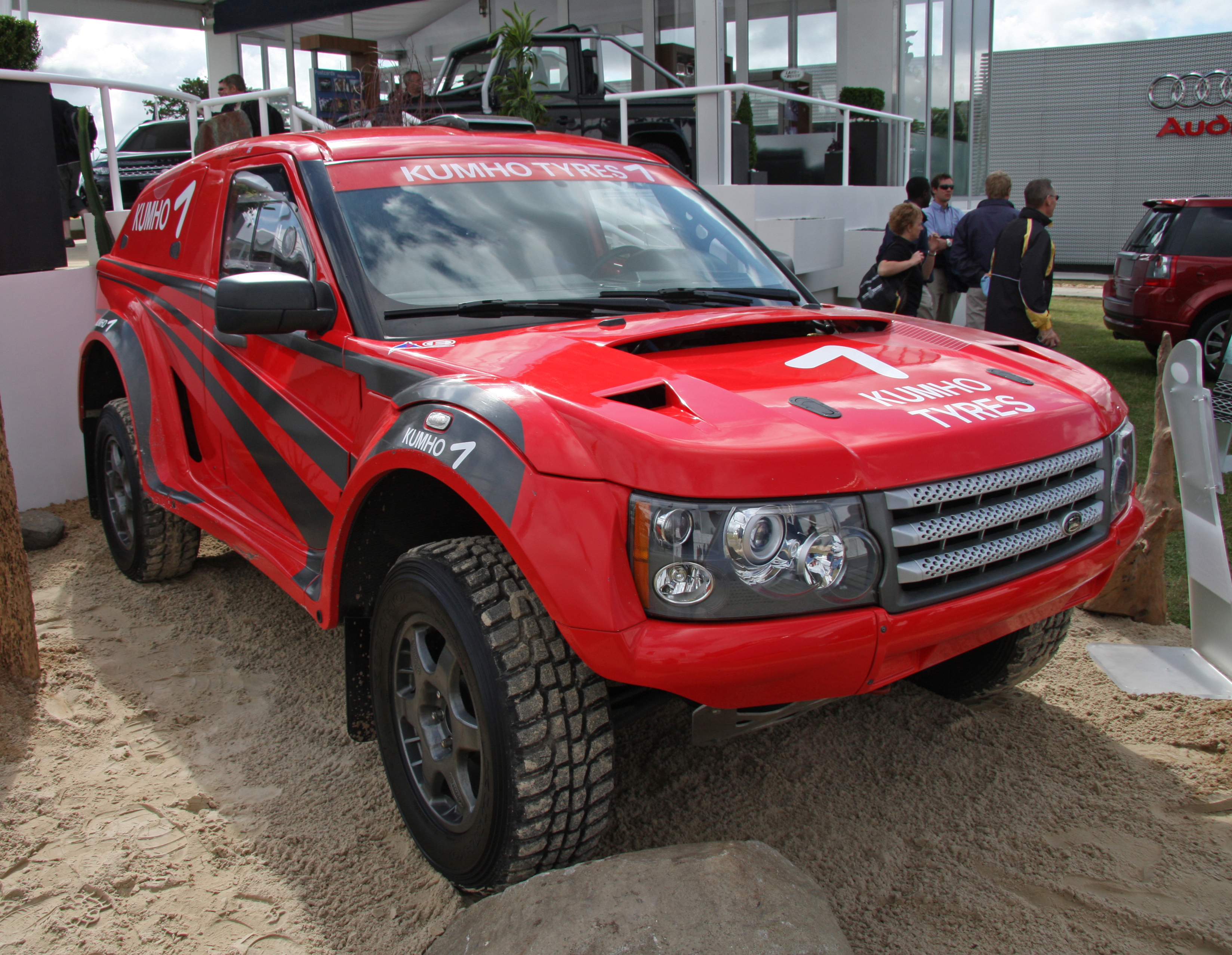
Bowler Nemesis